# Triberg im Schwarzwald
Triberg im Schwarzwald est une ville allemande située dans le Bade-Wurtemberg. Centre d'industrie horlogère, la ville est une station climatique réputée. Outre les fabriques de coucous, la ville est également connue pour sa cascade, la plus haute d'Allemagne.
Triberg est desservie par la Ligne de la Forêt-Noire, une ligne ferroviaire de montagne, ainsi que par de nombreuses lignes régulières d'autocar.

## Chute d'eau
Une des attractions touristiques de la ville est sa cascade de 163 mètres de hauteur. L'eau, issue du fleuve Gutach, alimente une petite centrale hydro-électrique.

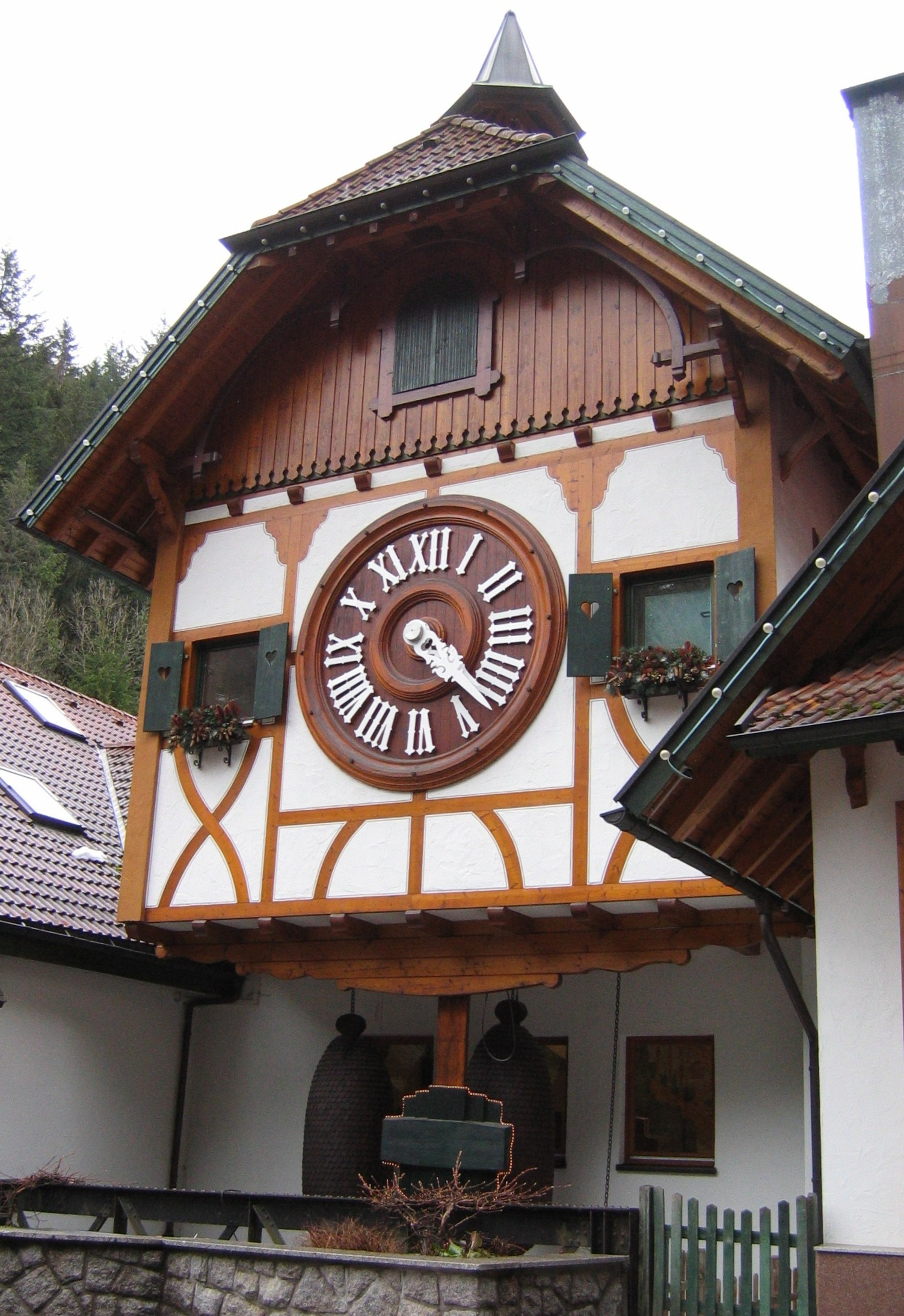
Un haut lieu de la fabrication du coucou en Forêt-Noire

## Jumelages
- Fréjus (France)